# Četník a četnice
Četník a četnice je francouzský komediální film z roku 1982, šestý a poslední díl série francouzských filmů o četnících. Je zároveň posledním filmem, ve kterém si zahrál francouzský herec Louis de Funès, který krátce po jeho dokončení zemřel. Během natáčení filmu zemřel rovněž i režisér Jean Girault.

## Děj
Strážníci ze Saint Tropez se stěhují do nové služebny. S touhle změnou také obdrželi zcela nový přístroj (PC), který obsahuje i ty nejtajnější informace o policejní práci. Strážníci také dostávají na starosti nové sexy četnice, které zde mají odsloužit praxi. Avšak nikdo ze služebny neví, že tyto strážnice i přístroj jsou nastrčeny velením, aby se na ně zachytil dosud nepolapitelný gang.

## Výroba a režie

### Vznik
Po úspěchu filmu Četník a mimozemšťané Jean Girault, Jacques Vilfrid a Louis de Funès zřejmě pomýšleli na nový film. Nejprve začali přemýšlet o nápadech ve stejném fantastickém duchu jako v pátém filmu série: Přemýšleli o návratu či pomstě mimozemšťanů nebo o výletu brigády ze Saint-Tropez do vesmíru (vznikl pro ně název Le Gendarme en orbite) či o zmizení Cruchota v Bermudském trojúhelníku a dokonce o výletu v čase četníků, kteří se po výletu v létajícím talíři mimozemšťanů ocitnou v roce 1815 u Waterloo a setkají se s císařem Napoleonem. Nakonec se Jean Girault, Jacques Vilfrid a Louis de Funès při práci na Četníkovi a pomstě cizinců zajímali o román Zelňačka od Reného Falleta. Tato myšlenka šesti četnických filmů nakonec vedla k adaptaci románu René Falleta: Zelňačka byl uveden v roce 1981 s Louisem de Funèsem, Jeanem Carmetem a Jacquesem Villeretem v hlavních rolích.
Mezitím se do francouzského četnictva dostaly první ženy: namísto navrátivších se cizinců pracovali Jean Girault, Jacques Vilfrid a Louis de Funès na příchodu žen-četníků do brigády v Saint-Tropez.

### Výběr herců
Babeth Étienne, která hraje roli Marianne Bonnetové, jedné z četnic, byla v té době manželkou Johnnyho Hallydaye.
Catherine Serreová a Nicaise Jean-Louisová, dvě z hereček, které hrály četnice, si předtím zahrály ve francouzsko-britském velkofilmu Moonraker, jedenáctém dílu série filmů o Jamesi Bondovi, kde ztvárnily dvě „dokonalé ženy“ Huga Draxe (mimochodem, hrál je francouzský herec Michael Lonsdale, který hrál po boku Louise de Funèse ve filmu Hibernatus).
Claude Gensac se vrací v roli Josephy Cruchotové po dvanáctileté pauze. Je to také už dvanáct let, co hrála na plátně manželku Louise de Funèse.

### Natáčení
Přinejmenším jedno natáčecí dopoledne se odehrálo na nádraží v Hyères, kam Cruchot a Gerber přijeli vyzvednout čtyři mladé rekruty; vlak byl navíc ohlášen jako jedoucí do Ventimiglie, zatímco stanice Hyères byla slepá, konečná stanice trati.
Citroën 2CV sestry Clotildy během zběsilé honičky změní model, aby varoval četníky před místem, kde jsou četnice drženy. Nejprve se jedná o nový vůz 2CV 6 Special modelového roku 1982 v barvě Bleu Lagune, který se o několik okamžiků později změní na 2CV z roku 1964 (s předními dveřmi otevíranými v protisměru, tzv. „sebevražednými“, a zadními okny). Jedná se o staré auto, které bylo vyrobeno tak, aby nepoškodilo nový vůz 2CV zapůjčený společností Citroën, což je ve filmu běžná praxe pro kaskadérské scény.
Při natáčení s auty byly použity i dva vozy Škoda. Ve scéně, kde se četnice učí řídit dopravu, jde přes střechu Škoda Octavia (1959) pick-up a Škoda 100/110 skočí na střechu jiného auta. Řidička si potom v zrcátku upraví účes.
Jean Girault během natáčení zemřel na tuberkulózu a film dokončil jeho asistent Tony Aboyantz.
Poslední záběry Louise de Funèse v jeho kariéře vznikly v ateliérech v Boulogne, kde se herec poprvé objevil ve filmu, a to v siluetě ve filmu La tentation de Barbizon v roce 1946.

## Hudba
Hudbu k filmu, stejně jako ke všem předchozím dílům série, složil Raymond Lefèvre. Pro tento film skladatel přearanžoval hudbu Marche des Gendarmes, kterou přearanžoval již v roce 1970 pro film Četník ve výslužbě.
Hudební motiv je stejný jako v předchozím filmu Četník a mimozemšťané.
Soundtrackové album k filmu Četník a mimozemšťané vyšlo v roce 2010, 28 let po uvedení filmu a 2 roky po smrti skladatele.

## Obsazení
| Louis de Funès     | strážmistr Cruchot            |
| Michel Galabru     | rotmistr Gerber               |
| Claude Gensac      | Josefa                        |
| Maurice Risch      | Beaupied                      |
| Guy Grosso         | Tricard                       |
| Michel Modo        | Berlicot                      |
| Patrick Préjean    | Perlin                        |
| Catherine Serre    | Christina Rocourtová          |
| Nicaise Jean Louis | Jo Makumbová                  |
| Sophie Michaud     | Isabella Leroyová             |
| Elisabeth Etienne  | Mariana Bonnetová             |
| Jacques Francois   | plukovník                     |
| France Rumilly     | matka představená             |
| Micheline Bourday  | paní Gerberová                |
| René Berthier      | Berthier, pobočník plukovníka |